# 死と彼女とぼく
『死と彼女とぼく』（しとかのじょとぼく、The Death, Her and Me.）は、『月刊少女フレンド増刊・サスペンス&ホラー』、『One more Kiss』（講談社）で掲載されていた川口まどかの漫画。ホラー漫画ではあるが凄惨な描写は少なめで、人間ドラマに近い作風。読切シリーズの形態で描かれており、最新シリーズは『死と彼女とぼく イキル』の題名で『ほんとうに怖い童話』（ぶんか社）にて不定期連載中。

## あらすじ
死者の姿を見る能力を持つ少女・ゆかりと、死者や動植物などの心の声を聞く力を持つ少年・優作。そんな彼らを頼って、さまざまな死者たちが訪れては去っていく……。
そのような日常を繰り返してきたある日、ゆかりと優作は海辺でハルナリエミと名乗る自殺した死者に話しかけられる。自殺者でありながら生前に近い姿を取り戻し、天国への道が見えているというエミは、自分がかつて「伝説の女」と呼ばれる死者に救われたと告げ、彼女の活躍について知りたいかと二人に持ち掛ける。
ゆかりと優作はエミの話から、その「伝説の女」が優作の亡き母・杏子であり、彼女が死後もこの世に留まり、看護師だった生前と同じく傷ついた人々を生者・死者問わず救おうと奮闘していたこと、「生者を殺すことで生者も死者も救われる」とうそぶく悪意ある存在と長きにわたり戦ってきたことを知ることになる。

## 登場人物
時野ゆかり（ときの ゆかり）
7歳の時に大病を患い生死の境をさまよったのがきっかけで、死者の姿を見る能力を得る。
その能力が死者を呼び寄せてしまうため、優作と出会うまで友達をつくれず孤独に耐える日々を過ごしてきた。
優しく芯が強い性格で、死者に対しても同情的だが、それが時として自分自身を深く傷つける事態を招いてしまうこともある。
松実優作（まつみ ゆうさく）
死者や動植物など、ありとあらゆる魂の心の声を聞く能力を持つ。1歳頃から死者の姿が見え始め、5歳ではっきりと見え、聞こえるようになった。
幼い頃から、遠くから助けを求める誰かの心の声を聞き続けていたが、ある時、その声の主がゆかりであることを知り、彼女が通う城東西高校に転入する。
3歳の時に死別した母も死者の姿を見る能力を持ち、父は死者をはねとばす力を持っている（本人は全く気付いていない）。
命の尊さと重さを誰よりも深く理解しているため、倫理観や正義感が強い傾向があり、それゆえ死者を含む他者に対して厳しい態度で臨んでしまいがち。

### ゆかりと優作の家族・関係者
リュウイチ
ゆかりの母方の伯父。ゆかりが生まれる前に若くして亡くなっている。ゆかりと優作が出会うきっかけとなった死者。
死者の姿を見る能力を得て間もないゆかりと出会い彼女を見守っていた。望まぬ能力を得て苦悩するゆかりへの憐憫と寂しさから彼女を殺そうとするが、遠くからそれを止める誰かの魂の声を聞いて思いとどまり、ゆかりの元から去った。後に自分の凶行を止めてくれた声の主が優作だとを知り、二人を引き合わせるため、正体を明かさぬまま彼に近づき、ゆかりが通う高校の名前を伝えた。
泉原杏子（いずみはら きょうこ）
優作の母。四人姉弟の次女（姉・兄・杏子・弟）。中学生の時に死者の姿を見る能力を得る。家族や周囲の人間と不和になり苦悩するが、とある死者との出会いと別れがきっかけで立ち直り、一番上の姉の勧めもあって彼女と同じ看護師を目指すようになる。
看護師として働いていた大学病院で松実建一郎と出会い結婚、一人息子の優作を出産する。優作が自分と同じような能力を受け継いだことに気付いた矢先、不治の病に倒れ亡くなってしまった。
死者となった後もこの世に留まり続けているが、あえて息子の前に姿を見せることはせず、遠くから彼を見守っている。
松実建一郎（まつみ けんいちろう）
優作の父。職業は医者。死者をはねとばす力を持っているが、本人は全く気付いていない。
研修医として派遣された大学病院で杏子と出会い、彼女の強さと優しさに惹かれていく。杏子の能力を知ってなお、伴侶として共に生きることを選んだ。
杏子の死後、夢を通して何度も彼女と会っているが、夢の内容を全く覚えておらず、本人もあえて思い出さないようにしている。
ミーシャ
松実家の愛猫（オスの白猫）。かつて松実家の縁の下で育ち、産後の経過が悪く死亡した野良猫の忘れ形見。
優作が小学校1年生の時、トシとヒロとほぼ同時期に松実家に引き取られた。
非常に強い霊力の持ち主であり、時には優作たちの危機を救うこともある。
トシとヒロ
松実家の愛犬で双子の兄弟。耳が立っているのがトシ、垂れているのがヒロ。
建一郎が担当していた入院患者の愛犬が生んだ子犬で、ミーシャとほぼ同時期に松実家に引き取られた。
ミーシャのように強い霊力は持っていないが、死者の姿を見ることができる。

### 死者
ハルナリ エミ
男に捨てられて首を吊った自殺者。深い妄執に捉われて石のように凝り固まり全てを呪っていたが、「伝説の女」と呼ばれる死者・杏子の助けと自身の努力で生前に近い姿を取り戻し、天国への道が見えるまでに到った。
杏子と縁がある優作とゆかりに接近し、「伝説の女」の活躍について知りたいかと二人に持ち掛ける。
ジダイナ イチヨ
白装束に身を包んだ幼女の姿をした死者。「ホホエミ様」「ヒトコ様」「バンザイ様」など様々な呼び名を持つ。
「生者を殺すことで生者も死者も救われる」とうそぶき、悪意に捉われた死者たちを唆し、呪いによって大勢の生者を殺させてきた。

## シリーズ一覧
- 『死と彼女とぼく』全5巻（講談社漫画文庫）/全10巻（講談社ふれんどほらーKC）
- 『死と彼女とぼく ゆかり』全10巻（講談社KISSKC）
- 『死と彼女とぼく めぐる』全6巻（講談社KISSKC）
- 『死と彼女とぼく イキル』１〜３巻（ぶんか社コミックス）

## ドラマCD
- 発売：2004年2月25日
- 品番：FCCC-0015
- 値段：税込3150円
- 発売元：株式会社フロンティアワークス

### キャスト（ドラマCD）
- 松実優作：子安武人
- 時野ゆかり：野田順子
- チューリップ王子：井上倫宏
- ウザトカゲ：森田成一
- ミーシャ：犬山イヌコ

## テレビドラマ
「流れのむこうにゆきつくまでに」（『死と彼女とぼく ゆかり』2巻収録）のドラマ化。2012年9月21日23:15 - 0:15（JST）にテレビ朝日でスペシャルドラマとして放送。主演はテレビドラマ初出演・初主演となる三根梓。
脚本は、『世にも奇妙な物語』や映画『感染』などの監督で脚本も担当した落合正幸。
監督は、映画『着信アリ2』『ぼくたちと駐在さんの700日戦争』などの監督である塚本連平を起用。

### キャスト（テレビドラマ）
- 時野ゆかり：三根梓
- 松実優作：市川知宏
- 竹内ナツミ：櫻井淳子
- 時野はるか：山下容莉枝
- 時野俊光：中脇樹人
- ナツミの義母：田根楽子
- 飯沢部長：佐野圭亮
- 大沢直樹：袴田吉彦
- 秋元黎、平澤宏々路、新宿カウボーイ ほか

### スタッフ（テレビドラマ）
- 原作：川口まどか「死と彼女とぼく」シリーズ（講談社漫画文庫、KC Kiss）
- 脚本：落合正幸
- 演出：塚本連平
- ゼネラルプロデューサー：黒田徹也（テレビ朝日）
- プロデューサー：船津浩一（テレビ朝日）、遠田孝一（MMJ）、八巻薫（MMJ）
- 制作：テレビ朝日、MMJ